# Liste des épisodes de Lost Girl
Cet article présente la liste des épisodes de la série télévisée canadienne Lost Girl.

## Première saison (2010)
La première saison a été diffusée du 12 septembre 2010 au 12 décembre 2010 sur Showcase, au Canada.
1. Un monde de Fées (It's a Fae, Fae, Fae, Fae World)
2. Révélations (Where There's a Will, There's a Fae)
3. Une Kappa peut en cacher une autre (Oh Kappa, My Kappa)
4. Comme une furie (Faetal Attraction)
5. Chance mortelle (Dead Lucky)
6. Infection (Food for Thought)
7. Arachnoféebie (ArachnoFaebia)
8. Manipulations (Vexed)
9. Le Jour des Fées (Fae Day)
10. Saskia (The Mourning After)
11. Asile contre justice (Faetal Justice)
12. Un club très privé ((Dis)Members Only)
13. Lignes de sang (Blood Lines)

## Deuxième saison (2011-2012)
Le 10 novembre 2010, la série a été renouvelée pour une deuxième saison initialement prévue en treize épisodes. Le 7 juillet 2011, la chaine canadienne a annoncé une commande de neuf épisodes supplémentaires portant la saison à vingt-deux épisodes. Elle a été diffusée du 4 septembre 2011 au 1er avril 2012 sur Showcase, au Canada.
1. Une alliance en danger (Something Wicked This Fae Comes)
2. Un nouveau frêne (I Fought the Fae (and the Fae Won))
3. Cauchemars éveillés (Scream a Little Dream)
4. Miroir, miroir (Mirror, Mirror)
5. Frères des loups (BrotherFae of the Wolves)
6. Un art fée abstrait (It's Better to Burn Out Than Fae Away)
7. L’Appel de l’océan (Fae Gone Wild)
8. Cadavres exquis (Death Didn't Become Him)
9. Dans la peau d'une autre (Original Skin)
10. La Rage (Raging Fae)
11. Arbre de vie (Can't See the Fae-Rest)
12. Une vérité sous le masque (Masks)
13. La Lune de sang (Barometz. Trick. Pressure)
14. La Lampe magique (Midnight Lamp)
15. Jeunesse mortelle (Table for Fae)
16. Retour au lycée (School's Out)
17. La fille qui jouait avec le feu (The Girl Who Fae'd With Fire)
18. Pour le meilleur et pour le pire (Fae-nted Love)
19. Vérités et Conséquences (Truth and Consequences)
20. Le Sacrifice de Lachlan (Lachlan’s Gambit)
21. La Part de l’ombre (Into the Dark)
22. Union sacrée (Flesh and Blood)

## Troisième saison (2013)
Le 9 décembre 2011, la chaîne canadienne a renouvelé la série pour une troisième saison de treize épisodes. Elle a été diffusée du 6 janvier 2013 au 14 avril 2013 sur Showcase, au Canada et du 14 janvier 2013 au 22 avril 2013 sur Syfy, aux États-Unis.
1. La Prison d’Hecuba (Caged Fae)
2. Les Parias (SubterrFaenean)
3. Contagion (ConFaegion)
4. Du rêve au cauchemar (Fae-de To Black)
5. Bacchanales (Faes Wide Shut)
6. Imposture (The Kenzi Scale)
7. Retour aux sources (There's Bo Place Like Home)
8. L'Invitation à l'éveil (Fae-ge Against The Machine)
9. L'Éveil (The Ceremony)
10. Délinquants (Delinquents)
11. Sorcières au foyer (Adventures In Fae-bysitting)
12. L'Attaque (Hail, Hale)
13. Le Vagabond (Those Who Wander)

## Quatrième saison (2013-2014)
Le 28 février 2013, Showcase et Syfy ont renouvelé la série pour une quatrième saison de treize épisodes,. Elle a été diffusée du 10 novembre 2013 au 16 février 2014 sur Showcase, au Canada.
1. Amnésie (In Memoriam)
2. Le Passeur (Sleeping Beauty School)
3. Pour l'éternité (Lovers. Apart.)
4. La Gargouille (Turn to Stone)
5. Le Temps de l'ombre (Let the Dark Times Roll)
6. La Diva (Of All the Gin Joints)
7. Dans la peau de Dyson (La Fae Époque)
8. Un jour sans fin (Groundhog Fae)
9. À la rencontre de son destin (Destiny's Child)
10. La Malédiction (Waves)
11. Attaque zombi (End of a Line)
12. Le Réveil du Pyrippus (Origin)
13. Le Cœur de Bo (Dark Horse)

## Cinquième saison (2014-2015)
Le 27 février 2014, Showcase a renouvelé la série pour une cinquième et dernière saison de seize épisodes. Découpée en deux parties, elle a été diffusée entre le 7 décembre 2014, et le 25 octobre 2015 sur Showcase, au Canada.
1. Une journée en enfer, première partie (Like Hell: Part One)
2. Une journée en enfer, deuxième partie (Like Hell: Part Two)
3. Le Guerrier légendaire (Big in Japan)
4. L'Égaré (When God Opens a Window)
5. Le chat porte bonheur (It's Your Lucky Fae)
6. Heraclide (Clear Eyes, Fae Hearts)
7. Quand la nuit tombe (Here Comes the Night)
8. Le Plus Grand Mal (End of Faes)
9. Le Retour d'Hadès (44 Minutes to Save the World)
10. Tel père, telle fille (Like Father, Like Daughter)
11. L'Académie des valkyries (Sweet Valkyrie High)
12. L'Égidie (Judgement Fae)
13. Faux Semblant (Family Portrait)
14. Pour toujours dans nos cœurs (Follow the Yellow Trick Road)
15. Le Pyrippus (Let Them Burn)
16. Entre bien et mal (Rise)